# Association sportive Anvers-Borgerhout
À ne pas confondre avec le Tubantia Borgerhout (mat 60) ou le Racing Club Borgerhout (mat 84), ni avec le K Merksem SC (mat 544)
Dernière mise à jour : 4 novembre 2011.
L'Association sportive Anvers-Borgerhout est un ancien club de football belge, actif au début du XXe siècle. Il fait partie des clubs fondateurs du deuxième niveau national, baptisé Promotion, en 1909. Il joue les trois premières saisons de ce championnat, puis retourne dans les séries provinciales en 1912. Il change alors son nom en Amical SC Merxem. Le club ne revient jamais dans les divisions nationales, et arrête ses activités à une date inconnue, probablement pendant la Première Guerre mondiale. Il n'existe plus en 1926, quand l'URBSFA attribue les premiers numéros de matricule.

## Histoire
L'AS Anvers-Borgerhout est un des plus anciens clubs anversois, fondé dès la fin du XIXe siècle. Il joue d'abord dans les séries provinciales, et participe dès 1907 à la Division 2. À l'époque, il s'agit d'une compétition organisée par provinces ou groupes de provinces, pouvant inclure les équipes réserves de la Division d'Honneur, dont les premiers se qualifient pour un tournoi final appelé Division 1, et donnant éventuellement le droit de disputer le championnat de Belgique la saison suivante. Lors de la saison 1908-1909, le club parvient à se qualifier pour la Division 1, où il termine avant-dernier.
En 1909, l'URBSFA décide de créer un second niveau national, directement inférieur à la Division d'Honneur, baptisé Promotion. Anvers-Borgerhout fait partie des 10 clubs choisis pour intégrer ce nouveau championnat, rejoint par le RC de Gand, relégué de division d'honneur. Le club termine dernier en 1910, mais il n'y a pas de relégation prévue au terme de la première saison. La saison suivante, le club réalise son meilleur parcours, terminant cinquième du championnat 1910-1911. Il ne peut hélas pas rééditer sa performance en 1912, terminant à l'avant-dernière place, synonyme de relégation vers les séries provinciales.
Le club déménage et change alors son nom en Amical SC Merxem. Il participe à la Coupe de Belgique sous cette appellation, puis on perd sa trace au début de la Première Guerre mondiale. Le club a probablement cessé ses activités durant le conflit, mais on ne connaît pas la date exacte de cet arrêt. On est par contre sûr qu'il n'existe plus en 1926, le club n'ayant jamais reçu de numéro de matricule.

## Résultats dans les divisions nationales

### Bilan
| Niv | Divisions     | Jouées | Titres | TM Up | TM Down |
| --- | ------------- | ------ | ------ | ----- | ------- |
| I   | 1re nationale | 0      | 0      |       |         |
| II  | 2e nationale  | 3      | 0      |       |         |
| III | 3e nationale  | 0      | 0      |       |         |
| IV  | 4e nationale  | 0      | 0      |       |         |
| V   | 5e nationale  | 0      | 0      |       |         |
|     |               |        |        |       |         |
|     | TOTAUX        | 3      | 0      | 0     | 0       |

- TM Up : test-match pour départager des égalités, ou toutes formes de Barrages ou de Tour final pour une montée éventuelle.
- TM Down : test-match pour départager des égalités, ou toutes formes de Barrages ou de Tour final pour le maintien.

### Classements saison par saison
| Ordre               | Saison  | Nom du club                                                 | Niveau                                                      | Classement final                                            | Remarques                                                   |
| ------------------- | ------- | ----------------------------------------------------------- | ----------------------------------------------------------- | ----------------------------------------------------------- | ----------------------------------------------------------- |
| 1                   | 1909-10 | AS Anvers-Borgerhout                                        | Promotion (D2)                                              | 11e/11                                                      |                                                             |
| 2                   | 1910-11 | AS Anvers-Borgerhout                                        | Promotion (D2)                                              | 5e/12                                                       |                                                             |
| 3                   | 1911-12 | AS Anvers-Borgerhout                                        | Promotion (D2)                                              | 11e/12                                                      | Relégué                                                     |
| séries provinciales |         |                                                             |                                                             |                                                             |                                                             |
| X                   | 1926    | Le club cesse ses activités et est radié par la fédération. | Le club cesse ses activités et est radié par la fédération. | Le club cesse ses activités et est radié par la fédération. | Le club cesse ses activités et est radié par la fédération. |